# Francisco Nájera
Álvaro Francisco Nájera Gil (Bogotà, 25 luglio 1983) è un ex calciatore colombiano, di ruolo difensore.

## Carriera
Ha vinto la Coppa Libertadores 2016 con la maglia dell'Atlético Nacional.

### Club

#### Competizioni nazionali
- Campionato colombiano: 4

Atlético Nacional: 2013-I, 2013-II, 2014-I, 2015-II
- Copa Colombia: 2

Atlético Nacional: 2012, 2013
- Súper Liga: 2

Atlético Nacional: 2012, 2016

#### Competizioni internazionali
- Coppa Libertadores: 1

Atlético Nacional: 2016
- Recopa Sudamericana: 1

Atlético Nacional: 2017